# 주포초등학교
주포초등학교는 대한민국 충청남도 보령시 주포면 보령리에 있는 공립 초등학교이다.

## 학교 연혁
- 1911년 12월 5일 보령공립보통학교(4년제 4학급) 개교설립인가 7월 5일
- 1938년 4월 1일 주포신성공립심상소학교로 개칭
- 1941년 4월 1일 주포신성공립국민학교로 개칭
- 1945년 12월 1일 주포국민학교 개칭
- 1991년 12월 5일 개교 80주년 기념 학교도서관 건립 (총동문회)
- 1996년 3월 1일 주포초등학교 개칭
- 2009년 8월 28일 급식실(1실), 교실(3실) 준공
- 2011년 11월 26일 개교 100주년 기념식 및 기념탑 건립 (총동문회)
- 2011년 12월 21일 다목적강당 (보령관) 준공
- 2013년 9월 1일 주포초 그룹사운드 창설(MUSE)
- 2017년 2월 8일 제103회 졸업식 (총 6,263명)
- 2017년 3월 1일 초등학교 7학급(특수 1학급 포함), 유치원 1학급 인가 편성

## 문화재
- 보령성곽 - 충청남도 문화재자료 제146호

## 참고 자료
- 주포초등학교 - 한국교육학술정보원 학교알리미